# Čul'man
Čul'man (in lingua russa Чульман) è un insediamento di tipo urbano situato nella Repubblica Autonoma della Sacha-Jacuzia, in Russia, a sud-sud-ovest della capitale del territorio, Jakutsk e a nord  di
Nerjungri (centro amministrativo del rajon). Si trova sul fiume Čul'man, affluente di sinistra del Timpton.
Fondata nel 1926, ha avuto lo status di insediamento urbano nel 1941. La popolazione di Čul'man è notevolmente calata: nel 2010 era popolata da 10.158 persone, mentre nel 1989 era abitata da 17.354 abitanti. 
La cittadina si trova lungo la direttrice ferroviaria Amur-Jakutsk e sulla strada federale A360 "Lena" ed è servita da un aeroporto. A Čul'man c'è una centrale termica.